# Време смрти
Време смрти је тетралогија српског књижевника Добрице Ћосића, изашла у периоду од 1972. до 1979. године. Хронолошки, оно је наставак Корена, са радњом која се одвија за време Првог светског рата.
Међу главним јунацима, осим породице Катић (Аћима, Вукашина, Ивана, Милене и Адама), јављају се и Никола Пашић, Живојин Мишић као и регент Александар.
Први део романа говори о периоду непосредно након Церске битке. Следећа о Колубарској бици, док се у трећој и четвртој говори о паклу Ваљевске болнице и повлачењу преко Албаније.

## Радња

### Прерово иде у рат
Пролог прве књиге доноси нам вести о убиству аустроугарског престолонаследника Франца Фердинанда у Сарајеву, ултиматум Аустроугарске Србији, одговор српске владе, писма европских владара једни другима у којим се вајно труде да избегну рат а у ствари мобилишу своје војске. Трећег августа Немачка је објавила рат Француској, 4. августа Велика Британија је објавила рат Немачкој. Тако је почео Први светски рат, нападом на Србију. Аустроугарска царевина упутила је на Краљевину Србију, своју „Казнену експедицију” да је сатре и себи отвори пут за Босфор и Исток. Први меци испаљени су на српске војнике, прва граната бачена је на Београд и срушена прва кућа. Прва победничка вешања цивила и жена, убијања деце и стараца, силовања и пљачке, прва рушења православних цркава и тровања сеоских бунара извршена су августа 1914. на делу српске територије окупиране од војске Аустроугарске Царевине. У касну јесен 1914. у селу Прерову, одакле потичу главни ликови чију ће судбину писац пратити, добош позива мештане пред општину да чују имена рањених, погинулих или несталих. Ту је Аћим Катић бивши радикалски првак и сеоски газда са сином Ђорђем, трговцем, његов унук Ђорђев син јединац, Адам је на фронту. Ту је, Тола Дачић, први комшија, сиромашак и надничар, који је четири сина испратио у рат. Један је већ погинуо. На њихово огромно олакшање, Катића и Дачића нема на списковима.
За то време, у Нишу, који је тренутно ратна престоница, председник владе Никола Пашић је на великим мукама. Извештаји са бојишта су све лошији. Војска је исцрпљена, гладна, без одеће и муниције. Савезници не шаљу ни муницију, која је већ плаћена. Још траже да Србија уступи Бугарској пола Македоније, како би и они ушли у рат против Аустроугарске и Немачке. То им је услов за даљу помоћ у муницији и ратном материјалу. Врховна команда га позива да хитно дође у Ваљево да се заједно договоре шта ваља чинити. Војвода Путник, искусни ратник и херој Балканских ратова, извештава га да је војска пред катастрофом. Пашић се пита шта да чини пред том истином и које то судбоносне одлуке могу донети скупштина и влада па да та истина не постане судбина Србије. Он, који је одбио ултиматум Аустроугарске, јер се њим руши независност и понижава национално достојанство његове земље, који је схватио њихову мржњу и презир, њихову решеност да згазе и униште Србију, никако не може да се помири са капитулацијом. Понижавајући су му и захтеви савезника да се уступи територија Бугарима коју су Срби ослободили у Балканским ратовима и на којој су остављали своје кости. Пашић зове на разговор Вукашина Катића, опозиционог лидера кога зову и „морални мач Србије”, старијег сина Аћима Катића, да чује његово мишљење.
Вукашин, кога је отац послао у Париз на студије уверен да ће од њега створити школованог народног трибуна који ће се борити за идеје радикалског покрета али у гуњу и опанцима, вратио се после школовања препун нових идеја. Био је уверења да Србија треба да раскине са патријархалном свешћу и окрене се Европи. Супротна политичка мишљења и женидба са кћерком вође либерала доводи до свађе и потпуног разлаза оца и сина. Иако обојица много пате због тога, ни један од њих не пружа руку помирења. Аћим никада није упознао свога унука Ивана, који сада има 20 година и добровољац је у ђачком батаљону, ни осамнаестогодишњу унуку Милену која, се по избијању рата пријавила као болничарка.

### Сувоборска битка
У другој књизи под називом Сувоборска битка, прате се дешавања за време Колубарске битке. Књига садржи неколико група ликова, који поред колективне судбине морају да се суоче са личним, индивидуалним проблемима.
Централна личност је Живојин Мишић који је послат да заведе ред у војску. Он и група официра који командују битком чине прву групу ликова. Мишић се креће колима блатњавим путем, посматрајући како су се војска и народ измешали, што ствара стање хаоса. Он посматра терен Сувобора, Маљена, Рајца и долину Колубаре на којим се одвија битка. Мишићу кола упадају у блатњави јарак и народ схвативши о коме се ради извлачи кола. Он успут види како неки официр бије каишем војника и решава да спасе војника по имену Драгутин и узме га за посилног. Коначно Мишић стиже на мост на реци Рибници у селу Мионица, код ког се налази механа где преузима команду од рањеног Петра Бојовића, током чега се у даљини чује пушкарање и механа се тресе од паљбе топа. Даљи ток радње се своди на Мишићеве телефонске разговоре са командантима дивизија и Мишићев обилазак фронта. Мишић је од позиција највише издвојио коту 620 тј. Баћинац, вис изнад Мионице са кога преко Сувобора и Рајца може да се изврши напад на Ваљево. Убрзо стижу неопходне гранате, али су превише кратке за топове, што после радости у штабу баца све у очај. Схвативши да је војска у безизлазној ситуацији, како је описано: „Да се налази завејана снегом у вијугавом испрекиданом рову дуж Маљена, Сувобора и Рајца” и „Да су се војска и народ измешали”, Мишић, после дугог телефонског разговора са војводом Путником наређује повлачење ка Горњем Милановцу, после чега стижу преправљене гранате и следи офанзива са успешним исходом.
Другу групу ликова чине Иван Катић, син Вукашина Катића и унук Аћима Катића, са групом ђака који долазе на фронт, прво код Живојина Мишића, где Иван и Мишић разговарају, будући да је Вукашин у роману приказан као близак Мишићев пријатељ. Иван и његова чета (у којој су Данило (Протић) Историја, ђак заљубљиве природе, Бора (Лукић) Пуб син покојног начелника из Пожаревца коме су оца на спавању убили сељаци и кога је мајка задојила мржњом према сељацима, Душан Казанова, главни заводник, Саша Молекул и Тричко Македонац добијају задатак да оду на Баћинац код мајора Гаврила Станковића, у земуницу укопану у старом дрвету. Ту они срећу мајора Станковића, који им говори да верује у исправност њихове борбе и победу. Станковић им говори да они треба да издрже само до оног одлучујућег момента када се поравнавају сви рачуни. Каснијим током радње ће ђачки одред и одред Луке Бога да се сусретну. Ђачки одред ће имати прво ватрено крштење у борбама са непријатељем током које ће да ноћу заузму по мраку непријатељске ровове. У борбама прса у прса, које би војнику Богдану Драговићу, осматрачу са букве, који наводи топ капетана Палигорића, деловала интересантно због патетичних покрета бораца, да нема пуцњаве мајор Станковић ће у експлозији гранате бити рањен. Ово код Богдана изазива снажан набој емоција, који сада гласно узвикује име тек упознатог официра, из страха да је погинуо, а потом, згрожен призором који види покрива очи и плаче, да би на крају схватио да је погинуо ордонанс.
Трећу групу ликова чини коњички одред са Адамом Катићем, сином Ђорђа Катића и унуком Аћима Катића, са његовим коњем Драганом, поклоном од деде кад је био мали. Адам се присећа како је преживео експлозију гранате, коју назива пољска крмача, док су војници Лазић, Светолик и Борча погинули, да је све мирисало на крв и барут. Он током бријања под вајатом види девојку Косану, чију тетку моли да је склони код његовог деде Аћима у Прерово. Потом полази у потрагу за њом речима: „Наћи ћу те Косана, па да си се сакрила у торбу командира дивизије.” Каснијим током радње Адам губи Драгана и набавља новог коња. У току борбе његов коњички одред са исуканим сабљама напада непријатељски ров.
Четврту групу ликова чини Алекса Дачић, син Толе Дачића, слуге Аћима Катића и чета Луке Бога која је сатерана у поток испод каменолома. Алекса Дачић је добио задатак да се укопа на вису  код каменолома где је дивизија Хрвата. Хрвати пуцају на њих и бацају камење. Станко моли Алексу да му пуца у ногу и нуди златни дукат, а Алекса рачуна да ако сто ногу буде упуцао имаће дуката да купи своје имање. Каснијим током радње када су ђачки одред и одред Луке Бога заједно, Лука Бог, окрутни нижи официр, који тврди за себе да воли победу, а презире мир, наводно извршава самоубиство у колиби, када су га војници који су копали ровове по снегу на Превоју дошли да га моле да се повуче, а сумња пада да га је Алекса Дачић убио. Касније Иван Катић преузима команду над војском, а Сава Марић, сељак из одреда тврди да мукање стоке заправо није мукање стоке, већ гладан и изнемогао непријатељ. Када се одред непријатеља приближио српским рововима, Иван је наредио паљбу.
Офанзива је успешно изведена. Српски топови коначно се чују, што после више месечног затишја топова уноси радост и елан међу трупе. Алекса Дачић заробљава митраљеско гнездо направљено од камења и тера војника да пуца по непријатељу, а Иван Катић хвата хрватског официра. На крају романа Вукашин Катић долази код Живојина Мишића говорећи му да је Иван погинуо и да је негде у блату Колубаре.

### Ваљевска болница
Овај део романа смештен је у Ваљевску ратну болницу, симбол људске пожртвованости, хуманости и агоније током Првог светског рата и главни центар за пријем српских војника, рањеника и великог броја избеглица и заробљеника, који су због лоших хигијенских услова у болници оболели од епидемије пегавог тифуса, али у којој су се чудесним сплетом околности и судбине догодиле и неке од најневероватнијих и најтрагичнијих љубавних у прича савременој српској књижевности.
Радња прати рањене мајора Гаврила Станковића и Богдана Драговића (првог у ногу, другог у груди) заробљене у аустријским амбулантним колима на путу ка Дрини. Заједно са њима су чешки лекар Војтех, рањени аустријски официр Ханс Кеглер и војник Пепи. Њих спашава српска коњица која заробљава кола и шаље Станковића и Драговића у ваљевску болницу у старој артиљеријској касарни, где се налази Милена Катић, ћерка Вукашина Катића. Заједно са њима у болници је Милоје Дачић, син Толе Дачића.
Главни лекари у болници су доктор Сергејев, руски хирург, и Паун Алексић, управник. Сергејев успешно ампутира руку Милоја Дачића, кога је на Дрини због непажње погодио дум дум метак у руку. Међутим Гаврило Станковић одбија да му доктор Сергејев ампутира гангренозну ногу, а Радојко, његов посилни, доноси му најлепши кревет у Ваљеву са гвозденим ногарама и птицама као украсима. Ситуација у болници и целом Ваљеву је ужасна, војници спавају на цигланом поду, а многи су по шталама, амбарима и поред ограда. Милена се распитује код Гаврила Станковића и Богдана Драговића о Ивану, који је био са њима, а Гаврила Станковића Милена подсећа на девојку из Русије, Машу, у коју је био заљубљен и која га је на зимском вашару у Петрограду оставила због песника Сергеја Зубова. Богдану Драговићу, који је у бунилу од температуре, долази мајка у посету.
У међувремену Вукашин Катић обилази фронт. Он наилази код прве ваљевске куће на шљивик испресецан рововима, мртве војнике, коње и побацане пушке и торбе. Потресен је, јер је Иван нестао, а нађене су само разбијене наочаре. Он пише Аћиму, с ким је у завади, да ће Адама да прекомандује у телефонисте. 
Тола Дачић обилази фронт од Ваљева до Пецке, са торбом пуном свећа које је излио и са храном. Он наилази на рањеног војника, који му да сено да преноћи, а у току ноћи помисли да су му торбу украли. Тола коначно налази Милоја и иако је тужан што му је син изгубио руку, драго му је што је жив. 
Радња прати и Најдана Тошића, лиферанта и рођака Олге Катић, Вукашинове жене, који прави забаву за амбасадоре и официре. У међувремену, Гаврилу Станковићу долазе стари познаници, Апис и Кајафа. Станковић са Аписом, који је први дошао, води расправу у којој Апис тврди да не воли правила, јер их пишу људи, и да је рат улудан, јер џаба им слобода, ако гину људи, због којих су и почели да се боре за слободу. После Аписа долази Кајафа и говори Станковићу да је унапређен у чин пуковника. Станковића унапређење не привлачи, он гледа у футролу Кајафиног револвера и моли га да му га да. У зору Станковић сања да јаше коња и да му цело Ваљево кличе, и рањеници и заробљеници и да ће Маша доћи. Потом  Гаврило Станковић извршава самоубиство са два хица из Кајафиног револвера, прво у гангренозну ногу, потом у главу. Војници потом покушавају да отму Станковићев кревет.
У међувремену код Аврама Винавера, управника свих болница, налазе се два официра, Симић и Михајло Радић. Винавер нуди Симићу да буде управник болнице у касарни где је Милена, али он одбија у софистицираној расправи са Винавером око тога шта је дужност, тврдећи да је за управника потребан полицајац, а он је лекар и уписао је медицину јер воли здравље. Михајло Радић прихвата задатак и моли да Симић буде код њега у болници. Он је путовао возом од Крагујевца до Ваљева, размишљао како је изневерио сопствену жену којој је био потребан, како је уписао медицину због сестре која има туберкулозу и размишљао о томе како ће епидемију пренети вашке пегавца.
По доласку на капију болнице Михајло Радић затиче чопор паса и Толу Даичића како их тера. Потом одлази у канцеларију код Пауна Алексића, и затиче га с љубавницом. Он му наређује да распреми неред у канцеларији и оде.У међувремену, Олга Катић се пријављује да буде болничарка. Милена се среће са својом учитељицом Надеждом Петровић. Михајло Радић је увео строге мере у болницу, ложење ватре у пећи, депедикулацију и дезинфекцију. 
Тола Дачић тражи лек за сина. Паун Алексић добија цивилно унапређење и улази у расправу са Михајлом Радићем, око погледа на ситуацију у којој Радић тврди да Пауна Алексића треба да буде срамота што оставља болеснике, а Алексић тврди да он хоће да преживи.
Пошто га је ујела ваш, а и пошто је видео лекара Симића како болује од тифуса, Михајло Радић одлази код проте Божидара у цркви где он чува своје унуке и сирочад. Прота такође улази у расправу са Радићем из страха од уједињења са католицима, а Радић му говори да се мане средњовековних убеђења. Прота му тада говори о свему што је почињено и спомиње Шабачку цркву и шта се ту десило. Михајло Радић одустаје од расправе и одлази говорећи проти да је заражен, а прота му на одласку говори да ће се после рата сетити приче са њим у олтару цркве.
Милена Катић се заразила. Пашић хоће да пошаље Вукашина у Париз. Вукашин долази у Ваљево по Милену. Он се среће са Мишићем и води исту расправу о уједињењу као Михајло Радић и прота, с тим што Вукашин заступа уједињење. Адам Катић и Алекса Дачић добијају одсуство и враћају се у Прерово. Алекса крије од свих да има дневник Ивана Катића са помисли да га преда или Вукашину или Аћиму. На крају се Алекса жени и он и Адам дочекују пролеће на преровским њивама. У књизи је присутан и Лудвик Хиршфелд, бактериолог, као и болничарке из Шкотске. Даљи ток радње прати описе смрти војника по болници. Трећа књига се завршава писмом непознатог болесника.

### Излазак
Последњи део романа исписује врхунац колективне драме једног народа, паралелно пратећи херојску одбрану и пад Београда у аустроугарске руке, издају савезника и у историји незабележен егзодус српског народа, мојсијевских размера, и повлачење српске војске преко албанских планина. Остала је само нада и вера у повратак у отаџбину.
Милени и Олги Катић у Нишу стигле дописне карте од Богдана Драговића и Ивана. Иван тражи од породице да му у заробљеништво пошаљу Дон Кихота на француском. 
Михајло Радић одлази у начелништво и затиче Пауна Алексића као начелника. Следи дијалог у ком Паун Алексић износи своје ставове Радићу о томе како он намерава да преживи рат. Разочаран Михајло Радић лута Нишом по ветру и олуји и затиче једног војног инвалида без десне ноге и са повредом лица и носа. Инвалид му каже да је он шеснаестица прва десно и Радић се сећа тог момка коме је током битке на Мачковом камену ампутирао десну ногу, у пуковском превијалишту, а да је пре тога ампутирао петнаест левих ногу. Момак га пита хоће ли бити правде за њих који су страдали после рата. 
Никола Пашић разговара са енглеским, француским и руских послаником. Потом му долази Најдан Тошић који има према Пашићу страхопоштовање да га извести о бугарским намерама, али чини се да Пашић то већ зна. Пашић потом шаље по Вукашина Катића. 
Војвода Путник проводи време посматрајући звезде и са својим кућним љубимцем Гавром, мачком којег су у команди усвојили. Стиже му извештај да Немци и Аустријанци нагомилавају трупе на Сави и Дунаву.
У међувремену у Ниш стиже Косара, девојка са којом је Иван Катић био у Скопљу, са бебом коју је назвала Живота. Она тражи кућу Катића. Пашић је претходну ноћ срео Вукашина и рекао му да пази шта говори на или да не говори ништа јер држава су сви они добри и лоши, и он Пашић и његови жандарми и војска са војводама и цивили као Вукашин и Најдан Тошић и да не излеће са причом о казнама лифераната.
За то време, после сусрета са пословним партнерима у кафани, Најдан Тошић налеће на улици на бугарског посланика Чапрашкинова и са њим улази у расправу о Србима и Бугарима. Најдан је чуо да Чапрашкинов српским ратним инвалидима удељује новац и обавезно сваком да златног Наполеона са речима да му то даје бугарски цар. Бора Пуб се карта и после одлази у шетњу са Михајлом Радићем.
Вукашин је на седници рекао да треба да народ заборави на Душаново царство и Македонију, као и да градови краља Милутина и Марка Краљевића треба да остану у епским песмама. Зато га народ назива Вуком Бранковићем и хоће да га линчује. Михајло Радић га спасава уз помоћ пар жандарма и одводи га кући.
У то време Косара стиже код Олге. Вукашин потом пише Аћиму да ће да доведе Олгу и Милену у Прерово. Краља Петра у Тополи тржу звуци топова са севера, као у бици код Лоаре у којој је као француски војник учествовао.

#### Тројна инвазија и борбе код Београда и Рама
Богдан Драговић код Рамске тврђаве на обали Дунава чучи са Мађарем Какашијем и Марићем и чичама трећепозивцима у рововима, рупама пуним воде иза пањева. Немци су на другој обали, а војници се питају да ли Дунав тече и излазе из ровова да виде. Мађар Какаши једини има нову униформу и трећи је од Богдана, а чиче имају шубаре. Надлеће немачки аероплан. Долази официр на коњу доводи две сељанке које се жале на крађу. Официр наређује да чиче изађу и испразне торбе и налази код двојице украдено. Он наређује Богдану да оде узбере прут, док овај то одбија. Потом наређује да ишибају крадљивце. Богдан пита једну сељанку шта ће кад дођу Немци, коме ће се онда жалити. У том моменту Немци пале две гранате које ударају у косу од брда код села поред Рама. Мајор нареди да цела чета уђе у ровове, али да се батинање криваца настави.
Бора Пуб у Београду спроводи погреб ујака улицом док два Немачка аероплана надлећу поворку. Они бацају летке о погребу Београда. Груну триста немачких топова и прва граната удари у поворку. Бора Пуб некако успева да доведе сандук ујака на гробље. Потом обилазећи рупу од гранате налети на другове из ђачког батаљона. 
У међувремену, код Рама, Сава Марић критикује Богдана Драговића што је усијана глава. У кукурузу иза њиховог рова јечи кажњеник од батина. Ордонанс долази кроз кукуруз на коњу и везаног одведе Богдана у једину неспаљену кућу, у коме се налази штаб где му мајор говори да ће сутра ићи на војни суд због својих идеја, након чега је затворен у шталу. За то време, Бора Пуб, Тричко Македонац и Мирко Царић одлазе у кафану Златни Шаран код мајора Гавриловића. За то време Богдан Драговић бежи из штале код неке жене у кућу.
Бора Пуб је код насипа од пруге, а мајор Гавриловић са Тричком Македонцем код Куле Небојша иза хрпе камења. Немци прво пребацују шлеп са коњима и мајор Гавриловић се чуди која војска форсира коњицу на утврђен град. Потом схватају да коњи треба да открију положај топова и војске немачкој артиљерији, јер ће Срби пуцати на коње. Богдан је побегао и крије се у високој трави и чује у даљини борбу. Мирко Царић код Београда у јами има намеру да погине али се боји и циљ му је да одбрани место код рибњака. Тричко Македонац је у подруму са мајором Гавриловиће и моли се да га овај не пошаље као курира. Потом мајор Гавриловић рањен у врат хода са Тричком Македонцем по двориштима Београда где су разрушене куће, нужници, побацане даске, оборене гране. Тричко  превија рану мајору Гавриловићу и доводи две жене које су носила рањенике да мајора Гавриловића на скинутим вратима однесу. Бора Пуб је са Шунтом Златиборцем, који је одлучио да добије Карађорђеву звезду. Војници праве по улицама барикаде од старих шпорета, ормара, буради кревета и чега стигну.
Немци нападају барикаде. Бора Пуб бежи са Шунтом Златиборцем у подрум. Шунта Златиборац убија аустријског официра и спроводи Бору Пуба као заробљеника до српских положаја где Бора Пуб предлаже Шунту за Карађорђеву звезду.
Краљ Петар је на Опленцу са протом Божидаром. Њега брине хоће ли сахранити Карађорђеве посмртне остатке. После помена одлази у Крагујевац, изнад ког надлећу два немачка аероплана и војници пуцају на њих пушкама и топовима.
Одржава се већање војног врха. Краљ Петар одлази на фронт долази до војника који беже и постројава их у кару, потом им одржи говор о томе да их разрешава заклетве краљу, али да имају дужност према отаџбини. Потом, војници копају ровове и краљ Петар узима педесет метака, леже са пушком у плитак ров између два војника у групи војника у рову и пуца у Аустријанце.
Адам Катић јаше поред неких шина и одбија да стреља војнике. Алекса Дачић је укопан изнад Ниша са топом званим „Танаско”. Сања ружан сан о жени и тргне се. Бугари гранатирају Алексин ров и бугарска пешадија се приближава српским рововима уз песму шуми  Марица. Бугари потискују Србе из ровова и Алекса Дачић носи рањеног војника. Бугари потом сјуре Србе у Нишаву, али их не гоне. Официр нареди Србима да поврате топове и ровове сабљом и Срби нападну Бугаре, Алекса Дачић зари бајонет једном крупном Бугарину питајући се да ли је он Василијев с ким је шверцовао.
Косара оставља Животу Катићима уз признање да није Иваново дете.
Катићи одлазе у Прерово, али се Вукашин и Аћим нису срели. Аћим вози Милену у Паланку. Успут јој прича где су му противници постављали заседе да га убију. У Паланци је хаос, а народ пљачка и отима. Милена тражи Богдана. Аћим се на железничкој станици среће са краљем Петром. Краљ Петар га пита да ли је он дизао буне у време Обреновића; Аћим се обрадује тим речима. Аћим грди народ који пљачка и  витла штапом. Они га гурну и Аћим пада на шине и повређује главу. Милена га налази и уз помоћ Толе Дачића, који се ту нашао, враћа га у Прерово. Аћим је на самрти. Ђорђе га куди како је био тиранин и тукао његову и Вукашинову мајку за сваку фрустрацију. Тола такође говори да је Аћим био увек против власти због народа, да му душмани нису дошли главе, а да је данас погинуо од истог народа због ког је био на све огорчен. Такође је додао да је Аћим у Прерову добро чинио својом руком, дању, да сви виде, а зло је чинио ноћу, у мраку туђом руком. Адам јаше на коњу са Наталијом, а Богдан је са Наташом.
Ујутру Богдан и Адам беже на растанку са Наташом и Миленом на потоку док немачки  митраљез пуца на поток. Одред немачких улана на коњима ујахује у авлију Катића, а Ђорђе их дочекује.
После пар дана сахрањују Аћима у кругу породице. Милена остаје са мртвим Аћимом, а Вукашин и Олга беже. Током бекства група Михајла Радића и доктора Војтеха бива нападнута по снегу од стране ескадрона бугарске коњице; сви гину, Војтех је рањен и заробљен, а Михајло Радић се током напада крије у шипражју и излази међу мртве кад напад пролази. Влада одржава седницу у Призрену, војници сахрањују топове закопавањем цеви и бацањем са литице. Драгутин, Мишићев посилни, извршава самоубиство вешањем.

## Занимљивости
Говор краља Петра на фронту и сусрет Аћима и краља Петра на железничкој станици, слични су говору краља Петра у Призрену и сусрету Макрене Спасић, мајке војника Маринка, са краљем Петром у филму Краљ Петар у славу Србије. Такође, сахрањивање топова у Времену смрти код Призрена исто је као у филму Краљ Петар у славу Србије.